# 布萊氏鷚
，为鶺鴒科鷚屬下的一个种。

## 特征
布氏鹨体重约25.34克，翼长约89.8毫米，嘴峰长约15毫米，喙宽度约3.5毫米，喙厚度约3.8毫米，跗蹠长约25.5毫米，尾长约71.4毫米。布氏鹨是候鸟，其栖息在开放的岩石之上，食性为肉食性，主要食物来源是陆生无脊椎动物。

## 分布
西伯利亚南部至蒙古、中国中东部各省、西藏自治区和印度东北部。

## 外部連結
- 维基共享资源上的相關多媒體資源：布萊氏鷚
- 維基物種上的相關：布萊氏鷚